# Didymodon nigrescens
Didymodon nigrescens là một loài Rêu trong họ Pottiaceae. Loài này được (Mitt.) K. Saito mô tả khoa học đầu tiên năm 1975.